# Вовк і семеро козенят (опера Коваля)
«Вовк і семеро козенят» (рос. Волк и семеро козлят) — російська дитяча опера. Пролог і 3 дії (6 картин). Створена 1939 року за мотивами народної казки. Композитор — Маріан Коваль. Автор лібрето — Євгенія Манучарова. Прем'єра — 1 липня 1941, Ташкент.
Друга редакція — 1951, пролог і 3 дії (7 картин), прем'єра — 29 грудня 1957, Перм, Театр опери та балету.
Третя редакція — 1965, пролог і 3 дії (5 картин), прем'єра — 16 лютого 1966, Москва, Дитячий музичний театр.